# 대논쟁 (국제정치학)
국제정치학에서 대논쟁(Great Debates)은 국제정치학의 발전에 큰 영향을 미친 일련의 논쟁들을 일컫는다. 단순히 역사 서술을 중심으로 이루어지던 국제정치학이 학문으로 정립된 것은 제1차 세계 대전 이후의 일으로, 학문의 발달 방향을 놓고 이루어진 여러 논쟁들이 오늘날 국제정치학의 토대를 형성하였다.

## 제1차 대논쟁
전간기에 있었던 제1차 대논쟁은 국제정치학의 이상주의와 현실주의의 대립이었다고 한다. 제1차 세계대전 이후 국제정치학의 주 조류는 인간을 선하게 보고 국제사회에서 협력과 공존의 가능성을 낙관적으로 전망하던 이상주의였으며, 이것은 우드로 윌슨이 국제 연맹(League of Nations) 중심의 전후 국제사회 질서를 추진하면서 강조되었다는 것이다. 이에 반해 현실주의는 국제사회를 무정부적 상태로 여기고 협력의 가능성에 비관적이었으며 힘에 근거한 국가의 생존을 주장하였다. 나치 독일의 등장을 계기로 국제 연맹 체제의 무력함이 드러나자 미국에서는 현실주의적 비관론이 점차 우위를 차지하게 되었으며, 제2차 세계대전 이후에는 이상주의와 현실주의 중 현실주의가 국제정치학의 주요 흐름으로 등장하게 되었다는 것이다. 그러나, 이상주의자들과 현실주의자들의 논쟁을 "대논쟁"의 일부로 묘사하는 것은 사실을 호도하는 것이며 소위 "대논쟁"은 허구였으나, 여러 목적에서 있는 것처럼 간주되고 있다.

## 제2차 대논쟁
제2차 대논쟁은 사회과학 전반에서 과학적 방법론을 요구하는 조류가 나타남에 따라 국제정치학에 생긴 논쟁이다. 이것은 "현실주의자 대 행태주의자", "전통주의 대 과학주의"라 불리는 논쟁으로 기존의 역사적/해석적 접근법 대 과학적 방법론의 다툼이었다.

## 제3차 대논쟁
제3차 대논쟁은 국제정치학의 패러다임 간 대결이었다. 이상주의적 시각이 다시 부상하고, 종속 이론이나 세계체제론 같은 급진주의가 등장하면서 현실주의, 자유주의, 급진주의 사이의 논쟁이 생겼다. 현실주의, 제도주의, 구조주의 사이의 논쟁이라고 표현되기도 한다. 한편, 국제정치학의 패러다임 간 논쟁을 대논쟁의 범주에 포함하지 않는 학자들도 있다.

## 제4차 대논쟁
제4차 대논쟁은 국제정치학의 실증주의(또는 합리주의)와 탈실증주의(또는 성찰주의)간의 논쟁이었다. 위의 제3차 대논쟁을 대논쟁으로 포함시키지 않는 경우, 이것이 제3차 대논쟁으로 불리기도 한다. 신현실주의가 대표하는 실증주의적 흐름은 과학적, 경험적 방법을 통한 국제사회의 구조 설명을 추구한다. 이에 대항한 탈실증주의는 인식론적 논쟁을 촉발시켰다. 1989년 냉전의 종식은 국제정치학의 이론 흐름에 큰 충격을 가져왔으며, 실증주의와 탈실증주의를 절충하고자 하는 구성주의의 출현으로 이어졌다. 